# Cecilia Hart
Cecilia Hart, ibland skriven som Ceci Jones, född 19 februari 1948 i Cheyenne, Wyoming, död 16 oktober 2016 i Westport, Connecticut (äggstockscancer), var en amerikansk skådespelerska. Hennes mest kända roll är som Stacey Erickson i TV-serien Paris som gick mellan 1979 och 1980. Hon har varit gift två gånger, första gången med Bruce Weitz från 1971 till 1980, och andra gången med James Earl Jones från 1982 till sin död 2016. Tillsammans fick de en son, Flynn Earl Jones, född 1982.